# Гончаренко Аверкій Матвійович
Аве́ркій Матвійович Гончаре́нко (22 жовтня 1890, Дащенки Лохвицького повіту Полтавської губернії, нині Прилуцького району Чернігівської області — 12 квітня 1980, США, Огайо) — український військовий діяч, командир частин Армії УНР у бою під Крутами, старшина дивізії зброї СС «Галичина».

## Життєпис

У час служби в РІА

Батьки — Матвій Опанасович та Юліанія Архипівна. Спершу здобував освіту в Прилуцькій гімназії.

Старшини дивізії «Галичина», 4 серпня 1944 року. Другий зліва Аверкій Гончаренко, 4-й Михайло Левенець

1912 року з відзнакою закінчив Чугуївське військове училище. Служив у 76-ту Кубанському полку Російської імператорської армії.
У званні поручника брав участь у Першій світовій війні у складі 260-го Брацлавського полку. Спершу командував однією з рот, згодом — 4-м батальйоном. 1915 року був поранений та отримав підвищення до рангу капітана. Георгіївський кавалер — за бойові заслуги нагороджений хрестом святого Георгія.
З 1916 року викладав тактику в Київській школі прапорщиків.
У січні 1918 року — командир куреня Першої української військової школи імені Богдана Хмельницького, учасник оборони Бахмача та командувач операції під станцією Крути.
1918 року був військовим комендантом Подільської губернії, 1919 року — начальником канцелярії Головного отамана Симона Петлюри.
Після війни проживав у Галичині, де працював в українській кооперації.
У 1943–1945 роках Гончаренко — старшина Першої української дивізії Української національної армії (дивізія СС «Галичина»). Згадує ветеран дивізії «Галичина» Володимир Малкош:
| «У 1943 році 53-річний полковник зголосився добровольцем до дивізії "Галичина" як один із перших старшин Армії УНР. Командування дивізії оберігало А. Гончаренка, зважаючи на його поважний вік та попередні бойові заслуги. Здебільшого він вишколював молодих вояків у запасному полку. Полковник пройшов із Дивізією всіма воєнними дорогами. Капітуляція гітлерівської Німеччини застала його на території Австрії. Завдяки рішучим діям А. Гончаренка велика частина (понад 2000 вояків) дивізії уникла оточення танковими частинами радянської армії та врятувалася від загибелі, здавшись у полон англійцям.» |
Уряд УНР на еміграції удостоїв Гончаренка звання полковника.
Після Другої світової війни перебував на еміграції в США, де й помер 12 квітня 1980 року на дев'яностому році життя.
| «А. Гончаренко провів свій життєвий шлях, допомагаючи другим порадою чи ділом, виявляючи порозуміння, а своїм оптимізмом та військовою професіональністю може вважатися зразком українського громадянина-військового». «Із некролога» |
Автор спогадів про бій під Крутами (опубліковано 1938 року у військовому журналі «За державність», який видавало Українське воєнно-історичне товариство у Варшаві).

## Вшанування пам'яті
- У 2015 році в місті Бровари Київської області назвали вулицю на честь Аверкія Гончаренка.[2][3]
- У багатьох містах України є вулиці Героїв Крут, до яких належить і Аверкій Гончаренко.
- У місті Тульчин Вінницької області встановлено меморіальну дошку Аверкію Гончаренку (на будівлі центральної районної бібліотеки)
- У селі Забір'я на Київщині є вулиця Аверкія Гончаренка.
- У селі Крути вулицю Першотравневу перейменували на вулицю Аверкія Гончаренка.
- У грудні 2021 року в місті Бровари було створено пластовий курінь імені Аверкія Гончаренка.